# HMS Princess Royal (1911)
HMS Princess Royal – brytyjski krążownik liniowy z okresu I wojny światowej. Wcielony do służby w 1912 roku, był drugą jednostką typu Lion, zwanego popularnie przez prasę brytyjską Splendid Cats („Wspaniałymi kotami”). W składzie 1. Eskadry Krążowników Liniowych brał udział w bitwach: koło Helgolandu w 1914 roku, na Dogger Bank w 1915 roku i jutlandzkiej w 1916 roku. W 1918 roku, wraz z większością okrętów Royal Navy przyjmował płynącą na internowanie Hochseeflotte. W wyniku postanowień traktatu waszyngtońskiego w 1922 roku został wycofany z linii i złomowany w roku następnym.

## Budowa
„Princess Royal” była drugim okrętem typu Lion, sfinansowanym podobnie jak pierwszy krążownik z programu rozbudowy Royal Navy na lata 1909–1910. Były one pomyślane jako szybkie odpowiedniki budowanych równolegle pancerników typu Orion i podobnie jak one zostały uzbrojone w działa kalibru 343 mm (13,5 cala). Początkowo Parlament zaaprobował budowę czterech dużych jednostek, w tym jednego krążownika liniowego (przyszłego „Liona”), jednak naciski opinii publicznej spowodowały uruchomienie rezerwowych funduszy na trzy kolejne drednoty i drugi krążownik liniowy.
Stępkę pod budowę jednostki położono w stoczni koncernu Vickers w Barrow-in-Furness 2 maja 1910 roku, wodowanie kadłuba odbyło się 29 kwietnia 1911 roku. Matką chrzestną okrętu, który otrzymał nazwę „Princess Royal”, była Princess Royal, Ludwika, córka króla Edwarda VII. Była to piąta i jak dotąd ostatnia jednostka Royal Navy o tej nazwie. Jeszcze w trakcie prac stoczniowych nastąpiła pierwsza modyfikacja jednostki, związana z przesunięciem przedniego masztu przed pierwszy komin i wymuszonymi przez to niewielkimi zmianami konstrukcyjnymi. Zakończenie budowy nastąpiło w listopadzie 1912 roku i od 14 dnia tego miesiąca „Princess Royal” weszła do służby liniowej.
Koszty budowy, bez uzbrojenia, wyniosły 1 955 922 funtów, koszt uzbrojenia to dodatkowo 120 300 funtów.

## Opis konstrukcji
„Princess Royal” miała długość całkowitą 213,4 m (201,2 m między pionami), szerokość maksymalną 27 m, projektowaną wyporność konstrukcyjną (normalną) 26 350 ton angielskich (ts), zaś pełną 31 244 ts. Rzeczywiste wartości wyporności po ukończeniu budowy wynosiły odpowiednio 26 100 ts i 30 620 ts. Średnie zanurzenie okrętu przy wyporności konstrukcyjnej wynosiło 8,1 m.
Krążownik był napędzany dwoma podwójnymi zespołami turbin parowych systemu Parsonsa o łącznej projektowanej mocy 70 000 shp, co miało zapewniać prędkość 28 węzłów. Na próbach na mili pomiarowej Polperro „Princess Royal” osiągnęła 78 803 shp i 28,5 węzła. Parę do turbin dostarczały 42 kotły wodnorurkowe typu Yarrow, rozmieszczone po sześć w siedmiu kotłowniach, z których część została przystosowana do opalania paliwem płynnym, pozostałe były opalane węglem. Każda z turbin napędzała za pośrednictwem wału napędowego jedną śrubę. Krążownik był wyposażony w dwa równoległe stery. Maksymalny zapas paliwa wynosił 3500 ton węgla i 1135 ton paliwa płynnego, co zapewniało zasięg 4935 mil morskich przy prędkości 16 węzłów.
Artylerię głównego kalibru krążownika stanowiło osiem dział BL L/45 Mk V kalibru 343 mm, rozmieszczonych w czterech pancernych wieżach artyleryjskich. Dwie wieże znajdowały się na dziobie okrętu („A” i „B”), w superpozycji, jedna na śródokręciu pomiędzy drugim a ostatnim kominem („Q”) i jedna na rufie („X”). Działa dla „Princess Royal” wyprodukował koncern Vickersa. Zapas amunicji kalibru 343 mm wynosił według etatów pokojowych 80 pocisków na działo, w czasie wojny został zwiększony do 110 sztuk na lufę. Artylerię średniego kalibru tworzyło 16 dział BL L/50 Mk VII kal. 102 mm umieszczonych w kazamatach, z których 12 mogło strzelać w kierunku dziobu, a cztery w kierunku rufy. Etatowy zapas amunicji wynosił po 150 sztuk na działo. Krążownik miał również dwie podwodne wyrzutnie torped kal. 533 mm, po jednej na każdej burcie przed pierwszą wieżą artyleryjską. Zapas torped wynosił 14 sztuk. Już po rozpoczęciu wojny zainstalowano na jednostce uzbrojenie przeciwlotnicze. Początkowo były to pojedyncze działa systemu Hotchkissa kal. 57 mm, później krążownik został uzbrojony w dwa działa kal. 102 mm, zdemontowane po jednym z kazamat „Princess Royal” i bliźniaczego „Liona” i ustawione na łożach umożliwiających prowadzenie ognia przeciwlotniczego.
Do kierowania ogniem wykorzystywano dane uzyskiwane przez centralny dalmierz Barr & Stroud o bazie 2,75 m (9 stóp), przeliczane przez kalkulator artyleryjski Dreyer Table Mk III. Później, już podczas trwania działań wojennych, wieże artyleryjskie „B” i „X” otrzymały indywidualne dalmierze 9-stopowe oraz dodatkowe wyposażenie, dzięki któremu mogły w razie potrzeby spełniać rolę dodatkowych stanowisk kierowania ogniem.
Krążownik był chroniony pancerzem burtowym, składającym się z głównego pasa pancernego o grubościach: 229 mm na śródokręciu, 127 do 152 mm na wysokości wież artyleryjskich i 102 mm w rejonie dziobu i rufy oraz pasa górnego o grubościach odpowiednio 152, 127 i 102 mm. Pancerz burtowy chronił kadłub na długości 174 m. Opancerzenie poziome krążownika tworzyły dwa pokłady pancerne: górny i dolny, o łącznej maksymalnej grubości od 51 do 64 mm. Główne stanowisko dowodzenia ulokowane w nadbudówce dziobowej było chronione pancerzem o grubości do 254 mm. Wieże artyleryjskie były osłonięte pancerzem o maksymalnej grubości 229 mm w części czołowej i osadzone na pancernych barbetach o grubości do 229 mm.
W czasie wojny, podobnie jak inne krążowniki liniowe Royal Navy, także „Princess Royal” otrzymała na wieżach artylerii głównej „Q” i „X” platformy startowe i brezentowe hangary dla samolotów Sopwith Pup, Sopwith 1½ Strutter lub Sopwith Camel.
Według projektu załoga okrętu miała liczyć 997 oficerów i marynarzy, w warunkach wojennych wzrosła do ponad 1250 osób. W czasie bitwy jutlandzkiej liczyła 1275 ludzi, w tym 60 oficerów.

## Służba operacyjna
Pierwszym dowódcą „Princess Royal” został komandor Osmond de Beauvoir Brock. Okręt wszedł w skład 1. Eskadry Krążowników, od 1 stycznia 1913 roku przemianowanej na 1. Eskadrę Krążowników Liniowych (ang.: 1st Battlecruiser Squadron, 1 BCS), dowodzonej przez wiceadmirała Davida Beatty’ego. Zgrabna, bojowa sylwetka, wielkość, silne uzbrojenie i znakomite (a dodatkowo wyolbrzymiane przez prasę brytyjską) osiągi spowodowały, że do okrętów typu Lion („Lion”, „Princess Royal” i zbudowana według nieco zmodyfikowanego projektu „Queen Mary”) oraz zbliżonego do nich „Tigera” przylgnęło popularne miano Splendid Cats („Wspaniałe koty”).
W lutym 1914 roku okręty 1. Eskadry Krążowników Liniowych dowodzone przez admirała Beatty’ego, z „Princess Royal” w składzie, odbyły oficjalną wizytę we francuskim Breście, w czerwcu wpłynęły na Bałtyk, wizytując rosyjskie porty w Rydze i Rewlu, 23 czerwca zawijając do głównej bazy w Kronsztadzie. 28 czerwca, po otrzymaniu wiadomości o zamachu w Sarajewie, Eskadra opuściła Rosję, ostatniego dnia miesiąca przybywając na wody macierzyste.

### Bitwa koło Helgolandu
Pierwszym starciem zbrojnym z udziałem jednostek 1. Eskadry Krążowników Liniowych była bitwa koło Helgolandu, stoczona 28 sierpnia 1914 roku. Okręty admirała Beatty’ego stanowiły według planu odwód sił lekkich operujących przeciwko flocie niemieckiej w Zatoce Helgolandzkiej. Wobec niekorzystnie rozwijającej się sytuacji podczas pierwszej fazy bitwy, gdy zespół Harwich Force komodora Reginalda Tyrwhitta znalazł się pod presją przeważających sił Kaiserliche Marine, admirał Beatty został wezwany na pomoc. Jego krążowniki liniowe weszły do akcji nie mając równorzędnych przeciwników, toteż szybko rozstrzygnęły losy starcia, zatapiając ogniem artyleryjskim dwa niemieckie krążowniki lekkie. Natychmiast po tym, gdy reszta okrętów niemieckich skryła się we mgle, admirał Beatty dał rozkaz powrotu, obawiając się możliwej interwencji ciężkich okrętów Hochseeflotte, stacjonujących na pobliskich kotwicowiskach.
Bitwa zakończyła się zdecydowanym zwycięstwem Royal Navy. Brytyjczycy stracili jedynie 35 zabitych i mieli poważnie uszkodzony krążownik lekki, podczas gdy straty wśród Niemców wyniosły 712 zabitych i 336 wziętych do niewoli marynarzy oraz trzy zatopione krążowniki i niszczyciel. „Princess Royal” zajmowała podczas bitwy drugą pozycję w szyku brytyjskich krążowników liniowych i uczestniczyła głównie w ostrzale i zatopieniu krążownika pancernopokładowego „Ariadne”.
28 września 1914 roku „Princess Royal” została oddelegowana do eskorty konwoju transportującego kanadyjskie oddziały wojskowe do Wielkiej Brytanii. Spotkanie z konwojem nastąpiło 10 października na północnym Atlantyku. Po pomyślnym wykonaniu zadania okręt powrócił 26 października w skład 1. Eskadry Krążowników Liniowych, by w listopadzie zostać ponownie wysłany na Ocean Atlantycki w celu poszukiwania Niemieckiej Eskadry Wschodnioazjatyckiej admirała von Spee. Krążownik operował w rejonie wybrzeży Ameryki Północnej, od Halifaksu po obszar Karaibów i Kanał Panamski. Po bitwie koło Falklandów, w której niemiecki zespół został zniszczony przez wysłaną na południowy Atlantyk eskadrę wiceadmirała Dovetona Sturdee, „Princess Royal” została odwołana do kraju i przez Kingston powróciła na wody macierzyste.

### Dogger Bank

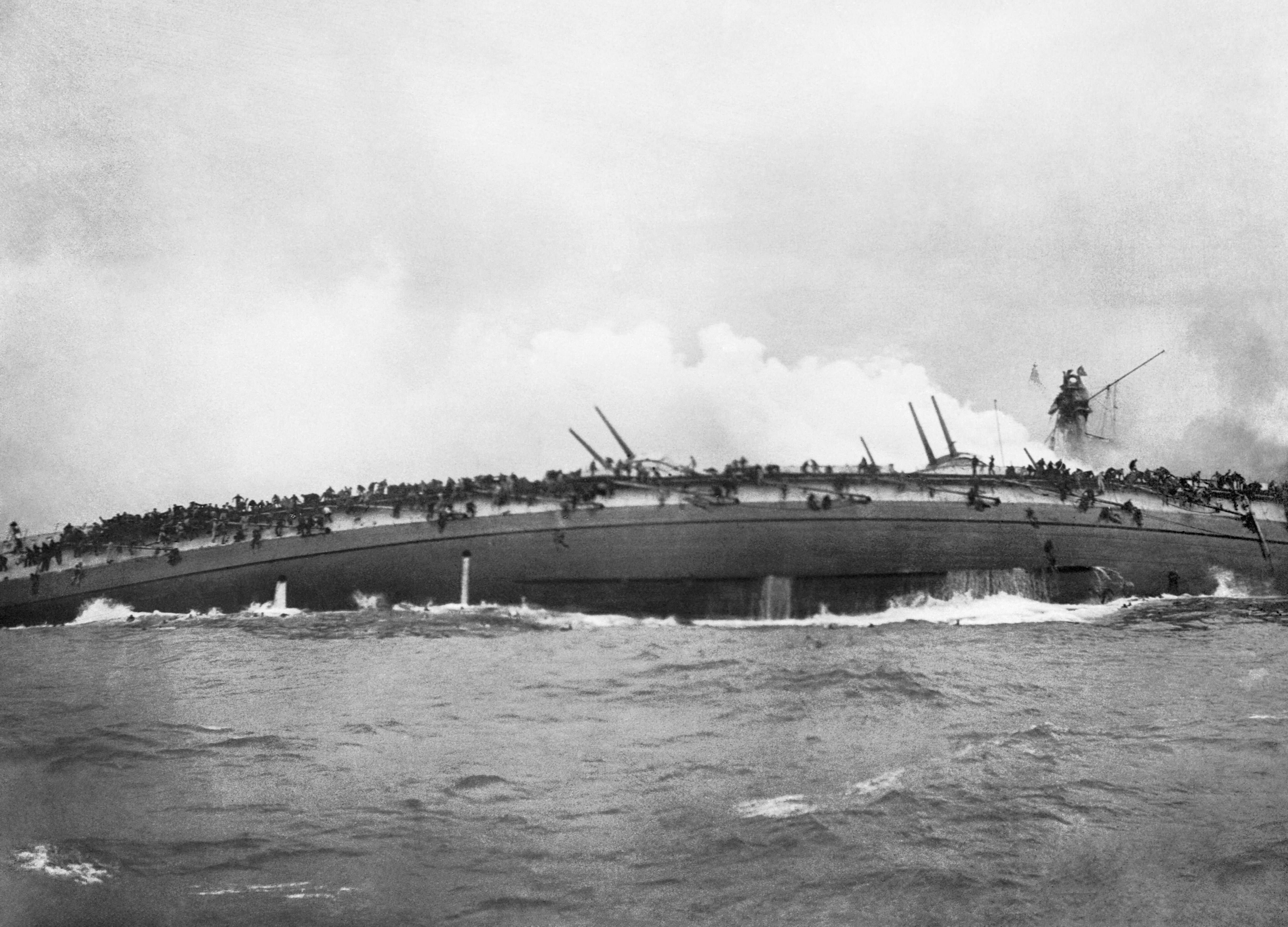
Tonący krążownik pancerny „Blücher”

W styczniu 1915 roku niemieckie dowództwo postanowiło zaatakować okręty brytyjskie patrolujące rejon Dogger Bank. Dowodzący Hochseeflotte admirał Friedrich von Ingenohl powierzył to zadanie 1. Grupie Rozpoznawczej kontradmirała Hippera, wzmocnionej czterema krążownikami lekkimi 2. Grupy Rozpoznawczej i 18 niszczycielami osłony. Eskadra niemiecka opuściła kotwicowisko 23 stycznia. Obok krążowników liniowych („Seydlitz”, „Derfflinger” i „Moltke”) znalazł się w niej krążownik pancerny „Blücher”, wolniejszy i słabiej uzbrojony od pozostałych okrętów. Miały one zaatakować brytyjskie trawlery, łowiące ryby w rejonie ławicy oraz ich ewentualną eskortę.
Dzięki wykryciu i rozszyfrowaniu niemieckich sygnałów radiowych brytyjska Admiralicja miała rozeznanie w planie działania i ruchach okrętów admirała Hippera. Przeciwko nim zostały wysłane krążowniki liniowe 1. i 2. Eskadry Krążowników Liniowych dowodzone przez admirała Davida Beatty’ego, 2. Eskadra Krążowników Lekkich komodora Williama Goodenougha oraz okręty Harwich Force komodora Tyrwhitta. Ogółem dysponowali oni pięcioma krążownikami liniowymi (flagowy „Lion”, „Tiger”, „Princess Royal”, „New Zealand” oraz „Indomitable”), siedmioma krążownikami lekkimi i 35 niszczycielami.
Okręty obydwu stron nawiązały kontakt wzrokowy o godzinie 7.14 rano 24 stycznia 1915 roku. Brytyjskie krążowniki liniowe otworzyły ogień o 9.05, jako pierwszy cel obierając pozostającego w tyle za resztą eskadry niemieckiej „Blüchera”. W wyniku skoncentrowanego ognia krążownik pancerny zatonął o 12.13 wraz z 792 członkami załogi. Skupienie się Brytyjczyków na zniszczeniu najsłabszego z niemieckich okrętów pozwoliło pozostałym oderwać się od przeciwnika. Poważnie uszkodzony został „Seydlitz”, ponadto trafione „Derfflinger” oraz lekki krążownik „Kolberg”. Po stronie brytyjskiej poważne uszkodzenia odniósł „Lion” a lżejsze jeden z niszczycieli: „Tiger”.
„Princess Royal” była w bitwie na Dogger Bank trzecim okrętem w szyku, za „Lionem” i „Tigerem”. Po wyjściu z szyku okrętu flagowego, admirał Beatty przeniósł się ze swoim sztabem na niszczyciel „Attack”, z którym rozpoczął pościg za własnym, oddalającym się zespołem. O godzinie 12.20 wszedł na pokład „Princess Royal” i podjął dowodzenie. Jednak wobec wcześniejszych nieporozumień wśród dowódców brytyjskich okrętów było już za późno na dalszy pościg za uchodzącymi krążownikami admirała Hippera.
„Princess Royal” wystrzeliła w bitwie 271 pocisków kal. 343 mm (i dwa szrapnele do niemieckiego sterowca L5), uzyskując prawdopodobnie jedno trafienie na „Derfflingerze” oraz bliżej nieznaną liczbę na zatopionym „Blücherze”. Sam krążownik nie zanotował żadnych trafień i strat od niemieckiej artylerii.
Na przełomie stycznia i lutego 1915 roku nastąpiła reorganizacja jednostek krążowników liniowych Grand Fleet. Utworzona została Flota Krążowników Liniowych (ang.: Battle Cruiser Fleet) pod dowództwem admirała Beatty’ego oraz trzy eskadry krążowników liniowych. Pierwszą dowodził dotychczasowy dowódca „Princess Royal” (która została jego okrętem flagowym), kontradmirał Osmond de Beauvoir Brock, zaś nowym dowódcą okrętu został mianowany komandor Walter Cowan.

### Bitwa jutlandzka
Po bitwie na Dogger Bank nowe dowództwo Hochseeflotte zrezygnowało z wykorzystywania w akcjach bojowych dużych okrętów nawodnych, koncentrując się na działaniach U-Bootów. W efekcie także Grand Fleet, a wraz z nią eskadra admirała Beatty’ego, zamiast działań bojowych, skupiła się na prowadzeniu manewrów, pozostając w gotowości na wypadek ewentualnego ataku.
W dniach 31 maja i 1 czerwca 1916 roku na wodach Skagerraku odbyła się największa w czasie I wojny światowej bitwa morska, zwana bitwą jutlandzką (w historiografii niemieckiej bitwą na Skagerraku). Doszło do niej na skutek niemal równoczesnego podjęcia akcji zaczepnych przez Hochseeflotte i Grand Fleet. Krążowniki liniowe obydwu stron stanowiły awangardy zespołów floty i starły się jako pierwsze. Admirał Beatty dysponował w podległych mu 1. i 2. Eskadrze Krążowników Liniowych sześcioma okrętami tej klasy (flagowy „Lion”, „Princess Royal”, „Queen Mary”, „Tiger”, „New Zealand” oraz „Indefatigable”), transportowcem wodnosamolotów, 14 krążownikami lekkimi i 27 niszczycielami. W ślad za nimi podążały cztery szybkie drednoty typu Queen Elizabeth 5. Eskadry Pancerników admirała Hugh Evan-Thomasa.
„Princess Royal” wzięła udział w bitwie jako okręt flagowy dowódcy 1. Eskadry Krążowników Liniowych, kontradmirała Osmonda de Beauvoir Brocka, płynąc jako druga jednostka w szyku. Według podziału celów pomiędzy poszczególne okręty zespołu, krążownik razem z poprzedzającym go „Lionem” miał prowadzić pojedynek ogniowy z jednostką flagową admirała Hippera, „Lützowem”. Już na początku bitwy artylerzyści niemieccy z „Derfflingera” uzyskali pierwsze trafienia na „Princess Royal”, unieruchamiając jedną z wież artylerii głównej i uszkadzając przelicznik artyleryjski. Wkrótce potem brytyjski krążownik wpłynął w chmurę dymu, co spowodowało przeniesienie przez Niemców ognia na „Queen Mary”, a w efekcie eksplozję i zatonięcie tej jednostki. Po utracie dwóch swych krążowników (drugim był „Indefatigable”) i dostaniu się pod ogień głównych sił Hochseeflotte, admirał Beatty zdecydował się oderwać od przeciwnika, chcąc wciągnąć go pod ogień okrętów Grand Fleet.
W kolejnej fazie bitwy brytyjskie krążowniki liniowe ostrzelały składającą się z przeddrednotów niemiecką 2. Eskadrę Pancerników, uzyskując trzy trafienia. Jedno z nich, przypisywane najczęściej „Princess Royal”, zostało osiągnięte na pancerniku „Schleswig-Holstein”. Ogółem w czasie bitwy krążownik wystrzelił 230 pocisków kal. 343 mm i jedną niecelną torpedę, ale jego artylerzyści nie zanotowali większych sukcesów. Sam zaś okręt został trafiony dziewięcioma ciężkimi pociskami z „Derfflingera” oraz pancerników „Markgraf” i „Posen”. Zginęło 22, a rany odniosło 81 członków załogi. Remont odniesionych uszkodzeń trwał do połowy lipca 1916 roku.

### Przebieg służby po bitwie jutlandzkiej
19 sierpnia 1916 roku „Princess Royal” wraz z innymi okrętami Grand Fleet brała udział w nieudanej próbie przechwycenia niemieckich okrętów na Morzu Północnym. Pomimo że oba zespoły znajdowały się w pewnej chwili jedynie 40 mil morskich od siebie, żaden nie zaobserwował obecności przeciwnika i obie floty powróciły do baz.
W końcowej fazie wojny okręt patrolował Morze Północne i wziął udział w osłonie akcji koło Helgolandu 17 listopada 1917 roku, nie uczestnicząc bezpośrednio w starciu. 23 marca 1918 roku po raz kolejny wyszedł w morze wraz z pozostałymi jednostkami eskadry, w celu przechwycenia okrętów niemieckich operujących u wybrzeży Norwegii, jednak przeciwnik był zbyt daleko, by można było z nim nawiązać kontakt bojowy. Po rozejmie w Compiègne, kończącym działania wojenne, „Princess Royal” w składzie 1. Eskadry Krążowników Liniowych eskortowała poddające się okręty Hochseeflotte w drodze do Scapa Flow (gdzie większość z nich została samozatopiona 21 czerwca 1919 roku).
W 1919 roku krążownik wszedł w skład Floty Atlantyckiej, a latem następnego roku został odstawiony do rezerwy. Brytyjczycy zaoferowali okręt flocie chilijskiej, która jednak nie podjęła negocjacji na temat jego zakupu. W wyniku ustaleń traktatu waszyngtońskiego znalazł się w grupie okrętów przeznaczonych do wycofania, co nastąpiło 19 grudnia 1922 roku. Ostatecznie „Princess Royal” została sprzedana do stoczni rozbiórkowej i złomowana w Rosyth w sierpniu 1923 roku.